# El País (1887-1921)
El País va ser un periòdic republicà espanyol que es va imprimir a Madrid entre 1887 i 1921.

## Història
El va fundar el matemàtic Antonio Catena Muñoz el 22 de juny de 1887 a petició del seu millor amic, el polític Manuel Ruiz Zorrilla. El seu primer director va ser Valentín Morán i comptava amb una plantilla de 21 redactors, entre ells Rafael Ginard de la Rosa (qui més tard també arribaria a dirigir-lo), Tomás Tuero o Manuel Curros Enríquez; la línia editorial era aconseguir la unitat republicana abans de res sota la prefectura de Ruiz Zorrilla i el seu Partit Republicà Progressista; a més va deslligar diverses campanyes anticlericals. A Valentín Morán el va succeir com a director Valentín Morán. Però com Ruiz Zorrilla va morir en 1895 i Catena no acceptava al nou cap, més conservador, José María Esquerdo, Alejandro Lerroux va fundar un altre periòdic en 1897, El Progreso que es va convertir en el portaveu del nou cap, i se'n va endur part de la redacció. El nou director va ser l'escriptor, dramaturg i poeta Joaquín Dicenta, qui li va posar llavors el subtítol de «Diari republicà socialista revolucionari"» i el va convertir durant un any en portaveu del grup que publicava la revista Germinal, moment en el qual serà considerat com el periòdic «més obert a la joventut i a les noves tendències estètiques» encara que els seus competidors republicans i socialistes l'acusaren de difondre «un socialisme sentimental desfassat», com recorda María Cruz Seoane. Des de febrer de 1896 va ser víctima d'una campanya de persecució pel fiscal d'impremta, qui va aconseguir empresonar alguns dels seus redactors i suspendre'l definitivament el 18 d'agost de 1898 sentenciant a més de dos anys de presó a Manuel María Iglesias, «home de palla» que en aquest moment ocupava la figura d'editor responsable, reapareixent l'endemà sota el títol de El Nuevo País.
Després de diversos avatars més va ser dirigit per Ricardo Fuente Asensio (1866-1925), futur fundador i director de l'Hemeroteca Municipal de Madrid i es va enfrontar a la seva pitjor crisi: una suspensió per ordre governativa durant dotze dies en 1901, malgrat la qual cosa va aconseguir estar en funcionament un total de trenta-quatre anys i, mort el seu propietari i fundador Antonio Catena, el va heretar el seu fill, també periodista, Juan Antonio Catena, fins que va concloure definitivament l'11 de febrer de 1921, després que, solament entre desembre de 1920 i gener de 1921, rebés res menys que dinou denúncies, sent ja llavors el seu director el periodista Roberto Castrovido Sanz.

## Col·laboradors
A part dels ja esmentats, entre els seus redactors van col·laborar-hi periodistes com Antonio Palomero, Dionisio Pérez, Ignacio de Santillán, Francisco Sastre, Santiago Oria, Eduardo Rosón, José Antonio Palazón, Francisco Rodríguez Besteiro, Ernesto López (més conegut com a "Claudio Frollo") i un grup de joves escriptors i intel·lectuals de l'anomenada generació del 98, com José Martínez Ruiz, que serà redactor des del cinc de desembre de 1896 (no començarà a utilitzar el pseudònim "Azorín" fins a 1904), al costat de Ramón María del Valle Inclán, Pío Baroja, Miguel de Unamuno, Vicente Blasco Ibáñez, Benito Pérez Galdós, Ramiro de Maeztu, Manuel i Antonio Machado, Manuel Bueno o Rubén Darío, i fins i tot el jove José Ortega y Gasset buscarà refugi a les seves pàgines quan no pugui publicar en el periòdic de la seva pròpia família (El Imparcial). Ortega arribarà a considerar El País –al costat d'El Liberal– com el periòdic defensor de les idees més avançades a Espanya i Rubén Darío arribarà a dir que la seva redacció va arribar a reunir el major nombre d'intel·lectuals espanyols.